# Dorfmuseum Essingen

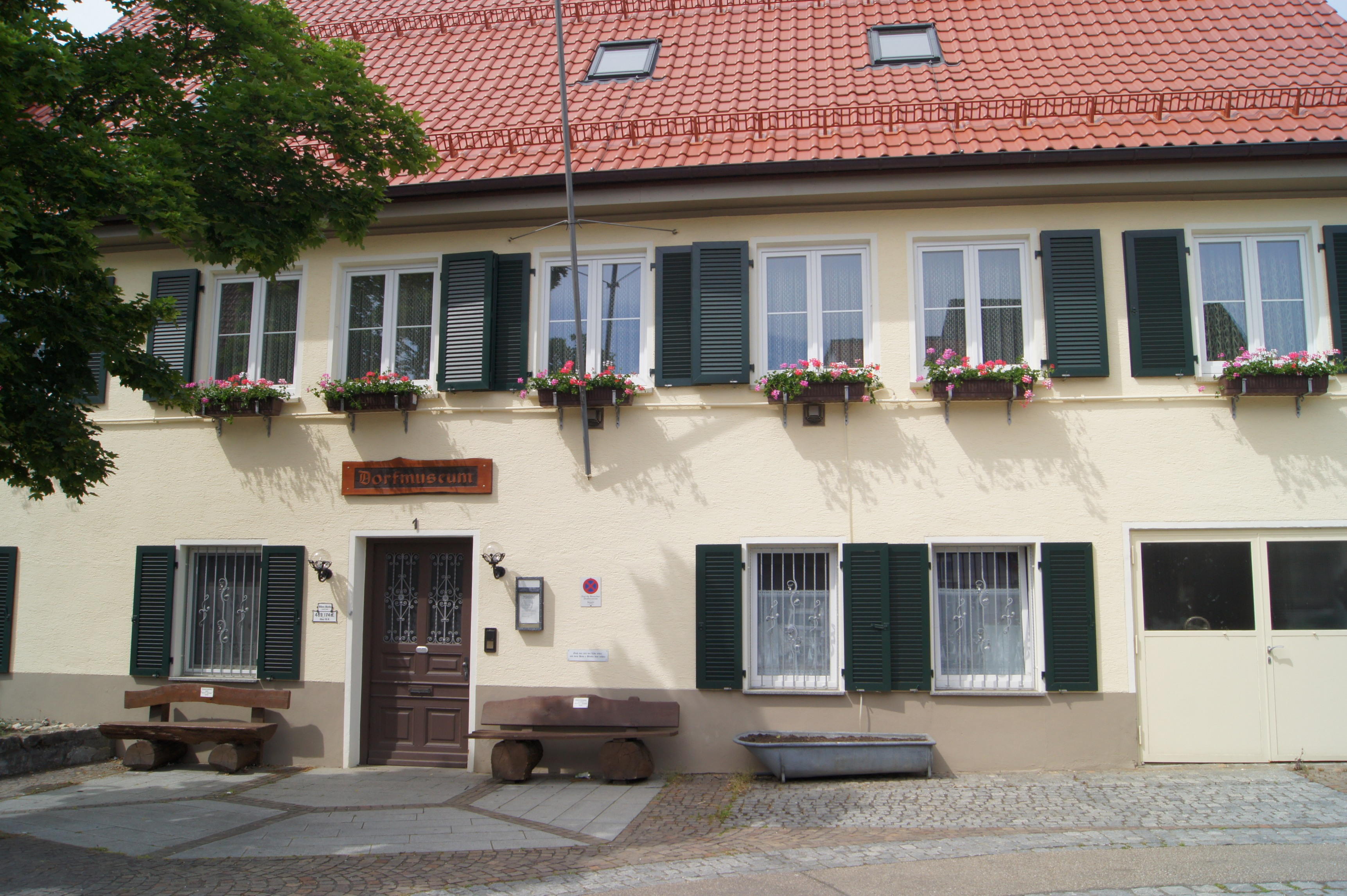
Dorfmuseum Essingen

Das Dorfmuseum Essingen ist ein Museum für die Dorf- und Heimatgeschichte rund um die Gemarkung Essingen im Ostalbkreis in Baden-Württemberg. Es wird vom „Dorfmuseumsverein Essingen e.V.“ in ehrenamtlicher Trägerschaft betrieben.

## Geographische Lage
Das Gebäude des Dorfmuseums hat die Anschrift Rathausgasse 1, Essingen und liegt direkt an der Ortdurchfahrtstraße des Dorfes. Essingen selbst liegt im Nordosten der Schwäbischen Alb im Remstal am Albtrauf. Unweit des Ortes entspringt die Rems und begründet von hier das gleichlautende Tal. Das Museumsgebäude liegt laut Höhenmarke auf 489.174 Meter Höhe über N.N.

## Geschichte
Das Dorfmuseum ist seit seiner Gründung im Jahr 2008 in den Räumlichkeiten des alten Rathauses Essingen untergebracht. Das Rathaus zog 1989 in ein neueres und größeres Gebäude, ebenfalls in der Rathausgasse gelegen, um.
Das Haus wird erstmals um 1700 urkundlich erwähnt. Unter dem Namen „Wirtshaus zum grünen Baum“ betreibt es der Degenfeld‘sche Untertan und Gastwirt Andreas Brucker. Die Liegenschaft am Ort ist heute eines der fünf ältesten noch erhaltenen Gebäude in Essingen. Die Gemeinde erwarb das Wirtshaus im Jahr 1823 für den damaligen Preis von 1200 Gulden. Es wurde im Anschluss zum Rathaus der Gemeinde Essingen umgebaut. Eine Mädchenschule und eine Arrestzelle wurden darinnen ebenso eingerichtet. Nachdem die Mädchenschule bereits um 1850 außer Haus verlegt wurde, erfuhr das Haus um 1900 einen neuerlichen Umbau. Das erste Essinger Postamt fand nun im Erdgeschoss des Hauses seinen Platz. Die Arrestzelle wurde räumlich im Haus verlegt und diente von nun an einem Polizeidiener und Feldwächter, der ebenfalls in das Essinger Rathaus einzog. Von jetzt an finden sich nur öffentliche Dienste im Haus.
Durch Neubau des Essinger Rathauses verwaiste das alte Rathaus. Es wird fortan lediglich als „Lager von Altregistratur und zu Vereinszwecken“ genutzt. In den Folgejahren gab es verschiedenste Pläne zum weiteren Nutzen des Baus. Entweder diesen abzutragen, neuen Zwecken zu widmen, oder öffentlich zu sanieren.

## Verein
Es regen sich in den kommenden Jahren nach 1989 erste Stimmen die das Gebäude erhalten möchten.
Eine engagierte Gruppe von Essingern entwickelt im Jahr 2004 einen Plan das alte Rathaus, als Ort zur Darstellung der Essinger Dorfgeschichte, umzuwidmen. 2008 gründet sich zu diesem Zweck der „Dorfmuseumsverein Essingen e.V.“. Die Essinger Gemeinde stellt dem Verein das alte Rathaus zur Verfügung, und somit wieder in den neuerlichen Dienst der Öffentlichkeit. In den Folgejahren entwickelt der Verein erste Ausstellungsräume. Vielfach basierend auf den Inhalten des alten Gemeindearchivs.
Parallel wird im Erdgeschoss des Hauses das „Stüble“ als Treffpunkt sowohl für Interessierte und Mitglieder als auch als Treffpunkt für alle Essinger Bürger eingerichtet.

## Ausstellung
Das Dorfmuseum beherbergt eine Vielzahl an Räumen die die folgenden Ausstellungen zeigen. Darunter Dauer- und Sonderausstellungen.
Dauerausstellungen sind:
- Archaeologica & 1o.ooo Jahre
- Feilenhauerei & Schmiede
- Arrestzelle & Gefängnis
- Ofenplatten & Hüttenwerke
- Alte Küche & Garage
- Uniformen & Gerätschaften
- Frisiersalon & Barbier
- Imkerei & Bienenzucht
- Schule & Schreibstube
- Zimmer des Bürgermeisters
- Sitzungssaal & Heimatvertriebene
- Spielzeuge & Schaustellerei
- Bahnhof und Skisport
- Gärtnerei & Gartenbau
- Molkerei & Milcherzeugnisse
- Schneiderei & Schusterei

Letzte Sonderausstellungen waren und sind zum Teil noch aktuell
- Schaumosten nebst Apfelpressen
- Gießen von Zuckerhasen zu Ostern
- Herstellen und Einsatz von Springerle Modeln
- Der Ostalbkreis wird 5o Jahre
- Die 7o-iger Jahre in Essingen und Umgebung
- 44 Jahre Haugga-Narra in Essingen
- Märchenerzählungen
- Alamannen-Ausstellung der Raetovarier

## Besonderheiten
Die „Archaeologica“ stellt eine Besonderheit im Dorfmuseum in Essingen dar, da diese viele Artefakte und Fundstücke zeigt, die durch das Landesmuseum Baden-Württemberg bereitgestellt werden.
Essingen hat, eine archäologisch sehr bewegte Vergangenheit. Die Geschichte des Ortes Essingen selbst reicht namentlich bis ins Jahr 1090 nach Christus, und in Form der Sesshaftigkeit von Menschen, bereits in die Tage der Römer, Alamannen, Kelten und anderen zurück. Es gibt daher auch interessante Funde, die bereits in die Zeit um 9000 vor Christi Geburt reichen. Die Funde aus dem Gegenden des Heuholzes, des Oberwehrenfeld und der Weiherwiesen auf der Gemarkung Essingen, sind archäologisch bekannt. Dies beinhaltet unter anderem die Ausgrabung eines römischen Kastelles, nicht zu verwechseln mit dem Kastell in Aalen. Ferner Funde aus Grabhügeln und aus dem kirchlichen Umfeld am Ort. Darüber hinaus Hinweise auf die frühe Verhüttung von Stahl durch den Einsatz von Schachtöfen und Belege für die Sesshaftigkeit von Menschen in der Gegend der heutigen Gemeinde Essingen.